# Инженерный департамент
Инженерный департамент — один из департаментов Военного министерства Российской империи, который функционировал как самостоятельное подразделение с 27 (8) февраля 1812 года по 28 декабря 1862 года, когда был соединён со Штабом генерал-инспектора Инженерного корпуса и Инженерным отделением Военного учёного комитета в Главное инженерное управление (ГИУ), которое, в свою очередь, 20 декабря 1913 (2.1.1914) года было преобразовано в Главное военно-техническое управление (ГВТУ).
Инженерный департамент был учреждён в числе семи других департаментов Российского военного министерства и разделялся на 4 отделения: 
- к 1-у отделению относились: содержание в исправности существующих крепостей и укреплений и возведение новых и чертёжная
- ко 2-у — дела по торгам и подрядам и наём рабочих и мастеровых.
- к 3-у — постройка, содержание, освещение и отопление казарм
- к 4-у — бухгалтерия и контроль[2].

Ведение делопроизводства было установлено на началах, одинаковых для всего Военного министерства России. Для делопроизводства по личному составу, департамент не заключал в себе отдельного административного органа, так как им ведала канцелярия инспектора инженерного корпуса с инспектором департамента военного министерства, а впоследствии канцелярия генерал-инспектора (в 1818 году) и штаб-генерал-инспектора по инженерной части (с 1838 года). 
С 1862 года, по преобразовании штаба ген.-инспектора по инженерной части и Инженерного департамента в главное Инженерное управление, делами личного состава Инженерного корпуса стало ведать это управление. Первоначально не предусматривалось необходимости в учреждении инспект. департамента и органа для коллегиального обсуждения чисто технических вопросов по искусственной части. Эта часть была в ведении военно-учёного комитета, состоявшего из шести членов (по два от инженерного и артиллерийского ведомств и от квартирмейстерской части). В скором времени появилась необходимость иметь для этого особый орган и в 1819 году военно-учёный комитет был разделён на три отделения, из которых 2-е было инженерное, порученное ближайшему ведению генерал-инспектора по инженерной части (Высочайше утвержденное положение о военно-учёном ком-те от 12 марта 1819 года). 
Инженерный департамент с таким кругом деятельности существовал до 1835 года, когда воинские здания вне крепостей перешли в департамент военных поселений, ведавший до того округами пахотных солдат (Высочайше утверждённое положение 10 июня 1835 года). Таким образом, с этого времени и до 1857 года в составе Военного министерства стало существовать два Инженерных департамента: инженерный и военных поселений, при чём последний не был подчинён генерал-инспектору по инженерной части. Первый заведовал постройкой и содержанием в исправности и готовности к обороне крепостей, укреплений и воинских зданий в крепостях, их отоплением и очисткой. Департамент же военных поселений заведовал поселениями и округами пахотных солдат, воинским постройкам вне крепостей, отоплением, освещением их и квартирным довольствием. В 1857 году, с упразднением департамента военных поселений (Высочайше утверждённое положение от 11 февраля 1857 года), строительная часть его была передана в Инженерный департамент, преобразованный в 1862 году в Главное инженерное управление. 
С 1912 года (приказом по Военному ведомству) департамент военных поселений, согласно «Военной энциклопедии Сытина», «как бы возродился вновь в форме главного управления по квартирному довольствию войск», но после октябрьского переворота 1917 года и эта деятельность была свёрнута.